# Теодор Печ
Теодор Віктор Лео Печ (нім. Theodor Victor Leo Petsch; 27 червня 1884 — 22 червня 1973) — німецький воєначальник, генерал піхоти вермахту. Кавалер Німецького хреста в сріблі.

## Біографія
Син фабриканта Віктора Печа і його дружини Гертруди, уродженої Бенецет. 12 вересня 1903 року вступив в Прусську армію. Учасник Першої світової війни. Після демобілізації армії залишений в рейхсвері. З 26 серпня 1939 року — командир 59-го ландверного піхотного полку (з 1 січня 1940 року — 353-й піхотний полк). Учасник Польської і Французької кампаній. З 3 травня 1941 року — командир 710-ї піхотної дивізії. 1 листопада 1911 року відправлений в резерв ОКГ. З 9 грудня 1944 року — командувач 9-м військовим округом. 31 березня 1945 року знову відправлений в резерв ОКГ. 19 квітня 1945 року відряджений в Генштаб групи армій «Вісла» для особливих доручень. В травні 1945 року взятий в полон американськими військами. В листопаді 1947 року звільнений.

## Сім'я
31 липня 1916 року одружився з Гертрудою Лох. В пари народились син (1917) і дочка (1918). В 1954 році дружина померла. В 1957 році одружився з вдовою Пауліною Тендерінг, уродженою Кайзе. 

## Звання
- Фанен-юнкер (12 вересня 1903)
- Фенріх (24 квітня 1904)
- Лейтенант (27 січня 1905)
- Лейтенант резерву (28 жовтня 1909)
- Лейтенант (18 жовтня 1912) — патент від 2 вересня 1906 року.
- Оберлейтенант (28 листопада 1914)
- Гауптман (18 квітня 1916)
- Майор (1 лютого 1929)
- Оберстлейтенант (1 лютого 1932)
- Оберст (1 квітня 1934)
- Оберст служби комплектування (1 серпня 1936)
- Генерал-майор (1 червня 1941)
- Генерал-лейтенант (1 листопада 1942)
- Генерал піхоти (1 березня 1945)

## Нагороди
- Залізний хрест 2-го і 1-го класу
- Нагрудний знак «За поранення» в сріблі
- Почесний хрест ветерана війни з мечами
- Медаль «За вислугу років у Вермахті» 4-го, 3-го, 2-го і 1-го класу (25 років)
- Застібка до Залізного хреста
  - 2-го класу (9 лютого 1940)
  - 1-го класу (20 червня 1940)
- Хрест Воєнних заслуг 2-го і 1-го класу з мечами
- Німецький хрест в сріблі (7 грудня 1944)